# Alvinc

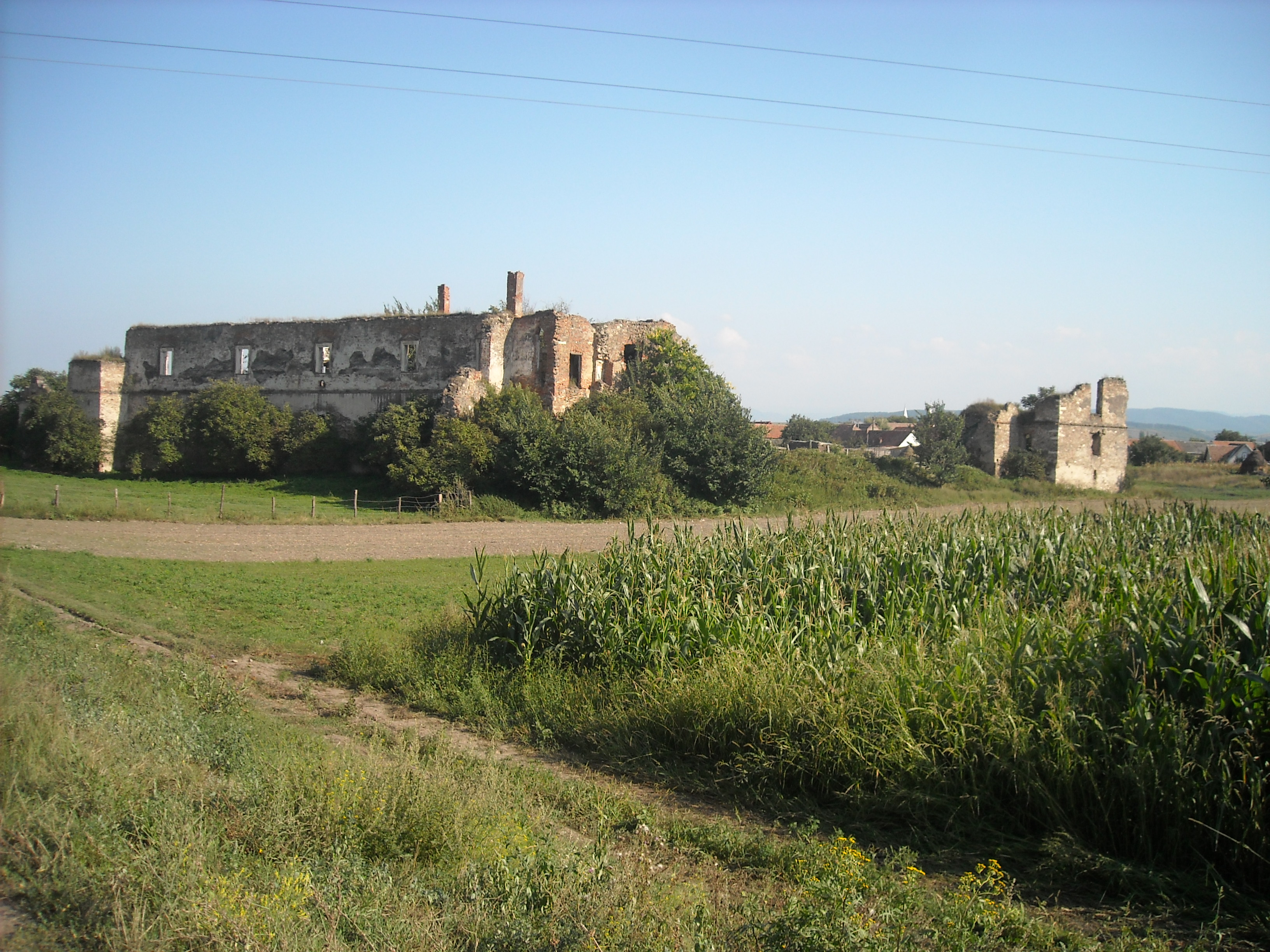
A Martinuzzi-kastély

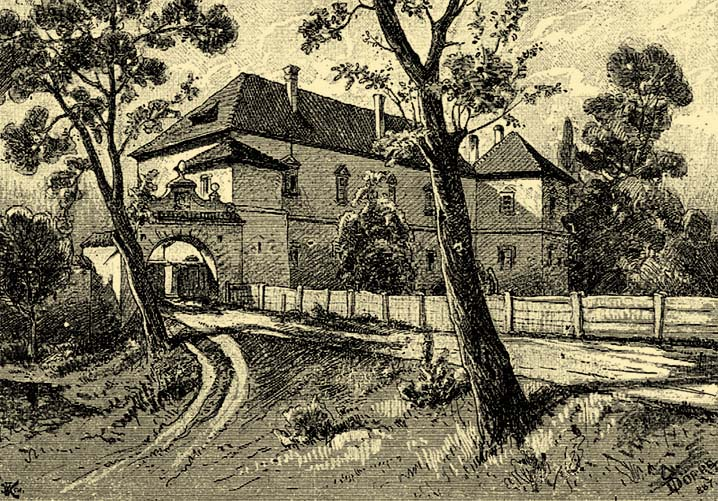
Dörre Tivadar rajza a kastélyról

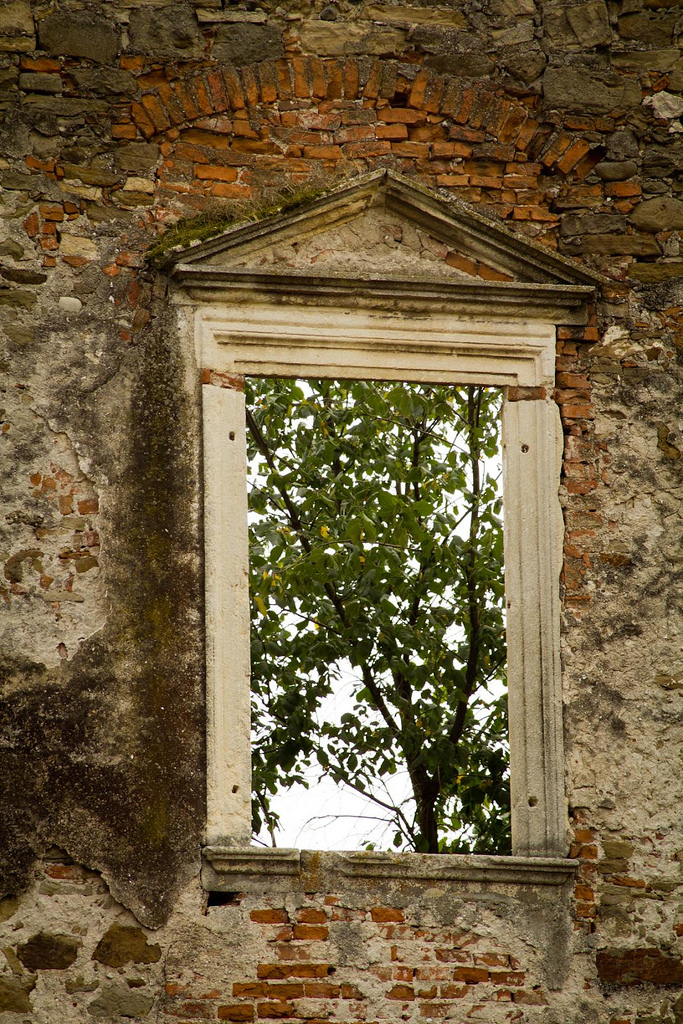
A kastély egyik reneszánsz ablakkerete

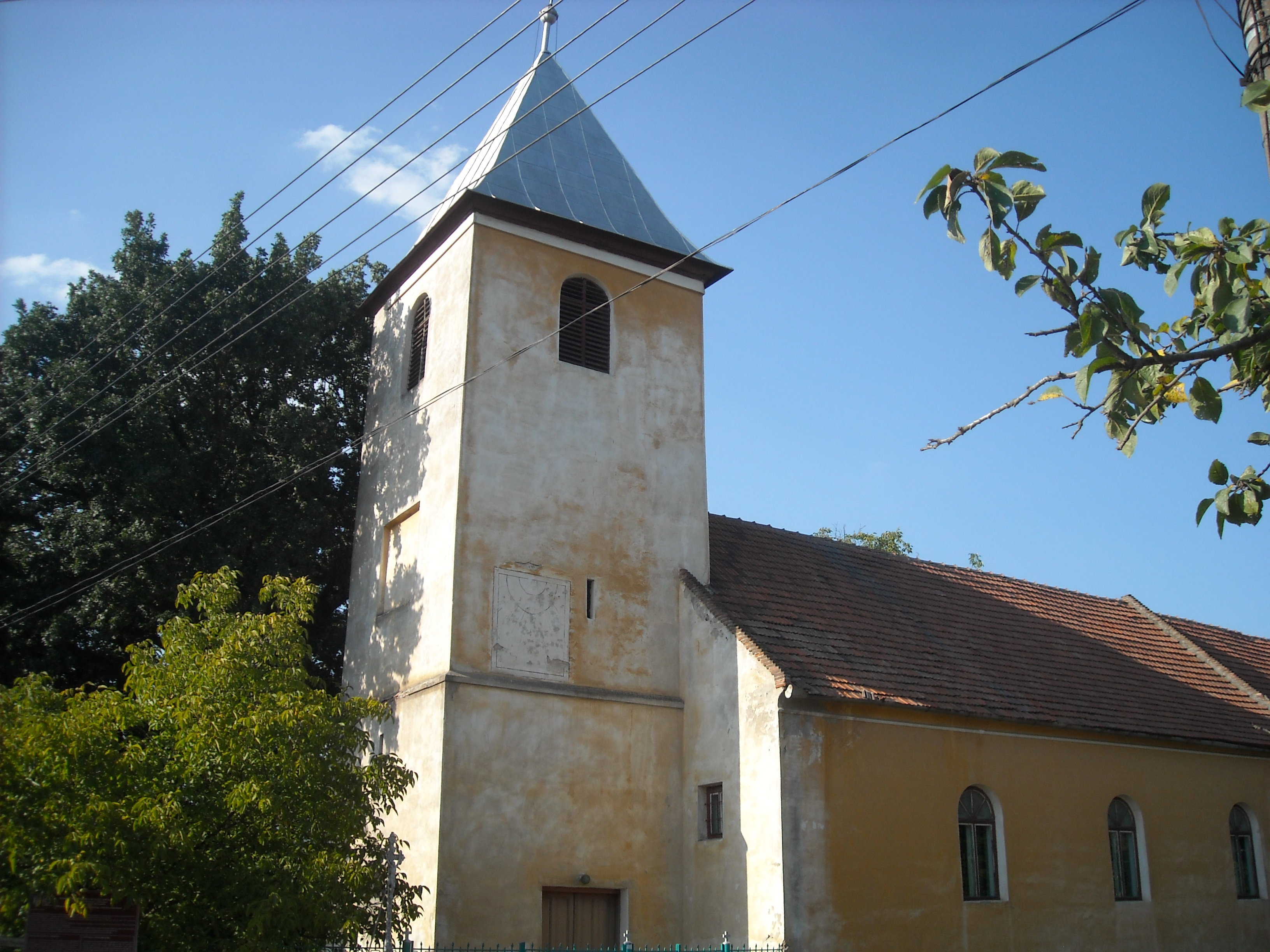
A ferences templom

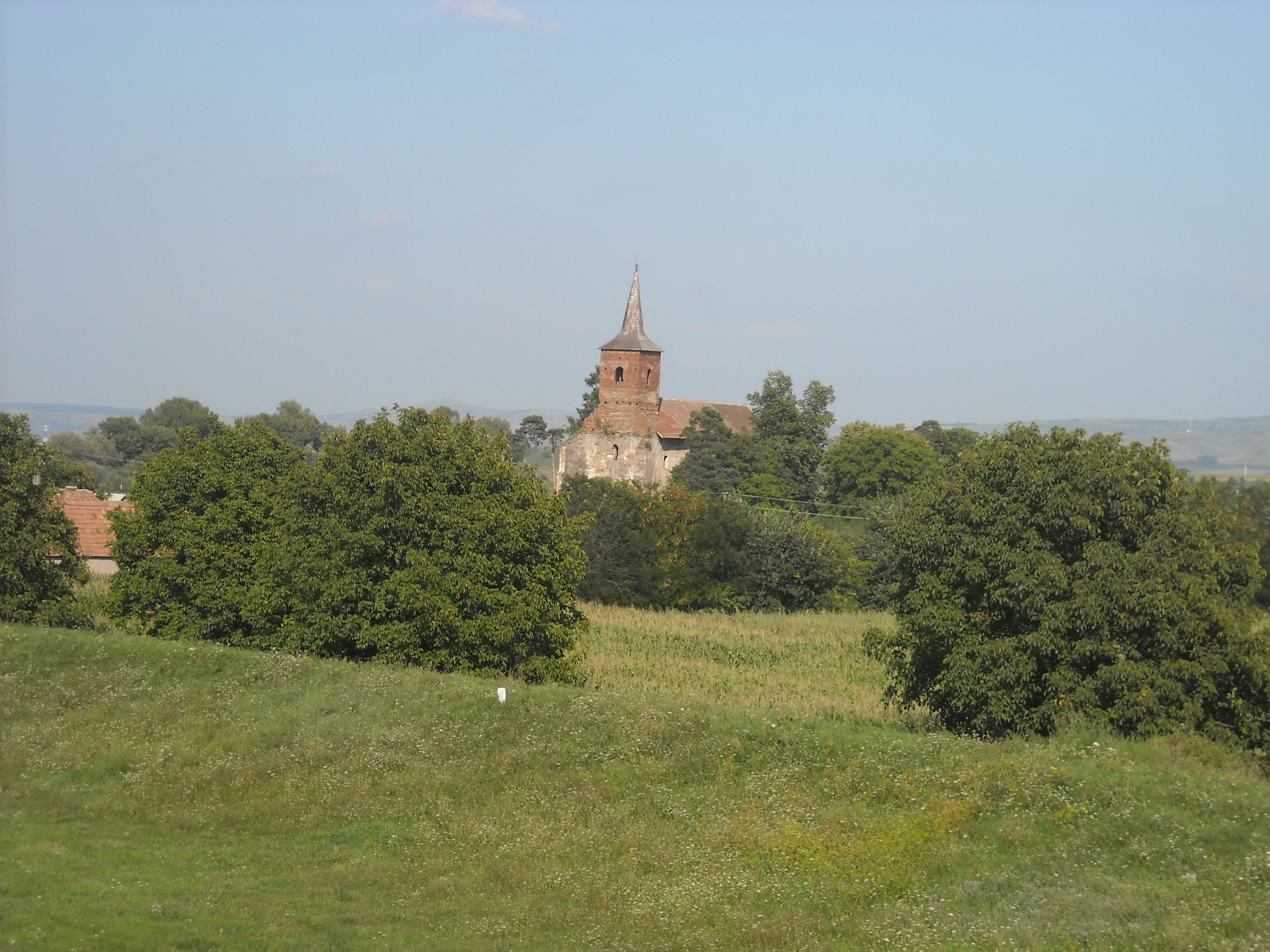
A romos református templom

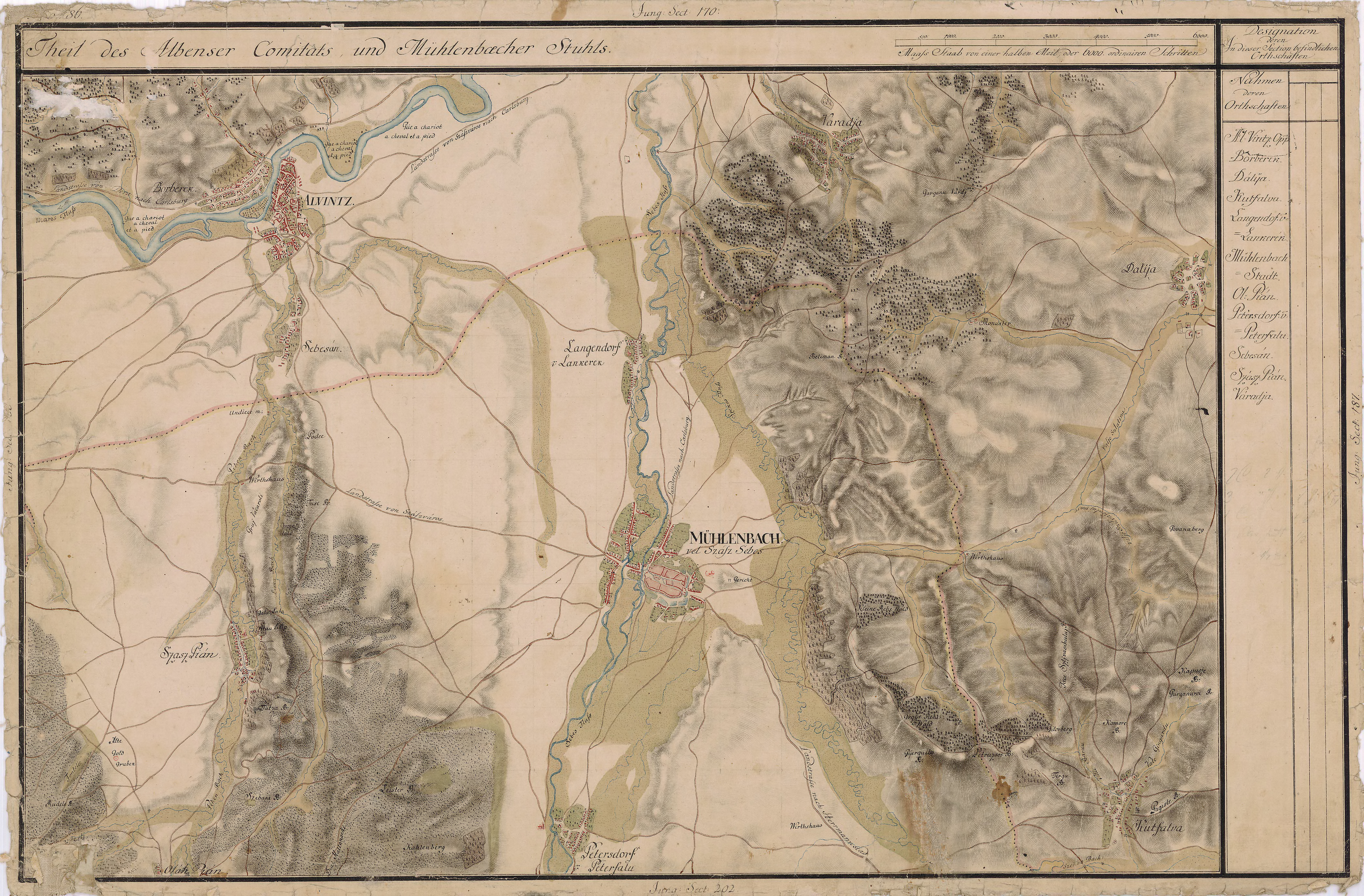
Alvinc környéke 1769–1773 között

Alvinc (románul: Vințu de Jos, röviden Vinț, németül: Unterwinz vagy Winzendorf, szászul Wints vagy Wänts, latinul: Binstum) falu Romániában, Fehér megyében, az azonos nevű község központja.

## Fekvése
Gyulafehérvártól 14 km-re délnyugatra, a Maros bal partján fekszik.

## Nevének eredete
Neve a német eredetű Winz személynévből ered. Előtagja Felvincre utal. Először egy 1205 és 1235 közötti oklevél 1289-ből való másolatában említették, Wynch Inferiori alakban. Későbbi névalakjai: Wynch (1248), Olwynch (1342/1359), Alsowyncz (1393), Alwincz (1435).

## Története
Szász hospes-ek alapították. A 13. századtól a marosi sóút átkelőhelye, vámmal. 1300-ban ferencesek építettek benne templomot. 1370-ben kapott vásártartási jogot, attól kezdve oppidumként, 1430-ban Borberekkel együtt civitasként említették. 1435 és 1526 között kerületével („Alvincszék”) együtt a Királyföldhöz tartozott. 1488-ban 182 egésztelkes gazdát írtak össze. A 15. század során az 1438-as és 1442-es török betörések és a pestis miatt meggyérült szász lakossága mellé a török elől menekülő magyarok és katolikus délszlávok települtek be.
A 16. század elején iskolája működött. 1510-ben magyar és szláv lakói paritásos alapon váltásos bíróválasztást követeltek. 1526-tól Fehér, később Alsófehér vármegyéhez tartozott. 1526 és 1529 között Radu de la Afumați havasalföldi fejedelem birtoka volt. A Szapolyai és Ferdinánd közti háborúk idején többször gazdát cserélt. 1539-ben Majláth István, Balassa Imre és társaik itt készítették elő korán leleplezett összeesküvésüket. 1546-ban uradalmával együtt Fráter György szerezte meg. Őt 1551. december 17-én itt, kastélyában ölette meg Castaldo császári tábornok saját titkárának, Marco Aurelio Ferrarinak áruló közreműködésével. A század folyamán szász polgárai részben a Királyföld városaiba költöztek, részben református hitre tértek. Ekkoriban már román polgárai is voltak. (Románok lakta városrészét egy 1657-ből való irat Oláhvinc-nek nevezi.) 1590 körül utolsó szász papja is elhagyta, templomát a reformátusok kapták. 1597-ben, kétévi raboskodás után itt ölték meg börtönében Zsarnok Áron moldvai fejedelmet. 1601-ben papját, Kecskeméti Búzás Balázst választották erdélyi püspökké és ezzel a következő évig, amikor Szászvárosra költözött, itt volt a püspökség székhelye is.
Bethlen Gábor 1621–1623-ban habán (hutterita) kézműveseket telepített le. Később, miután elveszítették adómentességüket és különböző adókkal terhelték őket, egyre többen elhagyták a települést. A század folyamán egyre több nemes, velük együtt pedig jobbágyok és zsellérek is beköltöztek. 1638-ban három, egymástól független joghatósága működött: a fejedelmi uradalom bírája, az alvinci és borbereki nemesek közösségéé és az alvinci polgárok magyar és román bírája. Később a bolgárok is saját ítélőszéket állítottak fel. 1694-ben a két mezőváros, Alvinc és Borberek élén nemesi hadnagy állt. 1658-ban a tatárok pusztították. Apafi Mihálytól 1664-ben nemességet kapott Ioan Zoba alvinci ortodox esperes. 1670-ben a gyulafehérvári országgyűlés elrendelte az Alvinc és Borberek közti híd felépítését a Maroson. 1690-ben Csiprovci környékéről menekült katolikus bolgárok érkeztek. 1729-ig a románokkal közösen a görögkatolikus templomot használták, akkor a hozzájuk kötődő ferences atyák külön templomot, 1731 körül rendházat építettek. 1721-ben 42 nemest, 8 polgárt, 46 román és 6 magyar jobbágyot, 52 román zsellért, 18 bolgár és 15 habán családfőt írtak össze. A habánok („morvák” vagy „fekete németek”) fejlett munkamegosztású kézművességgel, zöldség- és virágkertészettel, a bolgárok kereskedelemmel foglalkoztak. Mind a habánok, mind a bolgárok külön városrészben éltek.
1690-től a császári kincstár volt az uradalom gazdája. Birtoklásáért Apor Péter 1696-ban fegyveres hajdúkkal támadt Kapi Erzsébetre. 1697-ben I. Lipóttól Illyés András erdélyi püspök kapta meg, de a kuruc háborúk megakadályozták a birtokbavételt. 1715-től a gyulafehérvári püspökség, 1754-től a káptalan uradalmi központja volt, amelyhez hozzátartozott Tartaria, Maroskarna, Rakató és Borsómező. 1725-ben újraalakították római katolikus plébániáját. 1760-ban Bajtay Antal püspök felszámolta a habán közösséget. 24 családot Delpini János Teofil jezsuita szerzetes 1766 és 1771 között katolizált, a többiek szétszóródtak. Református egyházát 1766-ban 75 férfi és 106 nő alkotta. 1786-ban 2146-ban lakták, 98%-uk mezőgazdaságból élt. A 19. századra mind a morvák, mind a bolgárok elmagyarosodtak.
1784. november 6–7-én uradalmának parasztjai feldúlták majorságait és nemesi udvarházait. Batthyány Ignác az 1780-as évek második felében papírmalmot alapított a sibisáni határban, a Sztrungár-patakon, az „erdélyi tudós társaság” és saját kiadói tervei számára. A manufaktúra 1811 utánig működött. 1819–1820-tól járási székhely. 1837-ben Kemény Sámuel és Károly kaszinót alapított. 1842 körül „…vásárai közt a katalin-napi érdemli a megemlítést. Sok jó dohány, viza, vizaikra, csiga árultatik el, s vitetik széllyel az egész országba.” A 19. századi Erdélyben Szemerján és Marosvásárhelyen kívül itt termesztettek dohányt. 1848-ban előbb Zeyk Antal vezetésével közös román–magyar nemzetőrsége alakult, de októberben a románok ostrom alá vették a megerősített Martinuzzi-kastélyba családostul behúzódott magyar nemzetőröket. A védők megtagadták a fegyverletételt és tárgyalásokat kezdeményeztek. Október 23-án a Muntean ortodox és Cornea görögkatolikus pap vezette románok, a magyarok és a szászok kölcsönös védelmi szerződést írtak alá. A magyarok elismerték a közteherviselést és kimondták a település általános lefegyverzését. Biztosítékul behívták a reguláris császári erőket. 1849. február 10–12-én Bem meglepte és csapást mért Stutterheim Szászvárosból Gyulafehérvár felé visszavonuló dandárjára.
Az újvinci morvák habánok hagyományos fazekassága a 18. század végére leáldozott. Ezután késeket készítettek a két világháború közöttig, az 1930-as években még hét késes dolgozott Alvincen. A késnek való acélt az I. világháborúig a helyi boltos közvetítésével Nagyszebenből vagy Budapestről szerezték be és hideg kovácsolással, majd köszörüléssel munkálták meg. A nyélhez a szarut főként a szászsebesi fésűsöktől szerezték be.
1870-ben elérte a vasút, 1897-ben, az Alvinc–Nagyszeben–Vöröstorony vonal átadásával pedig vasúti csomóponttá vált. Az 1880-as években hozzácsatolták a kicsiny, 1880-ban mindössze 539 román lakost számláló Sibisánt. Az egyesült település a 20. század elején hivatalosan „Alvinc – Újvinc – Borberek – Sibisana egyesült nagyközség”-nek hívta magát. A 20. század kezdetén jelentős boralma- és szilvatermőhely volt, évi két országos vásárral, szesz- és konyakgyárral és három fogadóval. 1906-ban a Román Nemzeti Párt első helyi jelöltjeként Iuliu Maniu nyerte kerületében a képviselőválasztást. Később, 1936. június 30-án Maniu a Nemzeti Parasztpárt vezetőjeként Alvincen húszezres tömeggyűlést tartott, amelyen megerősítette, hogy továbbra is kitartanak a Népszövetség és az Antant oldalán. 1931-ben elvesztette járási székhelyi rangját. A Vasgárda felkelése alatt, 1941. január 22–23-án a helyi gárdisták gépfegyvereket zsákmányoltak a kudzsiri fegyvergyárból és lefegyverezték a helyi csendőröket. Egy időre az ellenőrzésük alá vonták a települést, és állásokat foglaltak el a központban. Rövid összetűzésbe keveredtek a Gyulafehérvárról érkező katonai alakulatokkal, majd az erősítés érkeztére megadták magukat.
A 2016-os önkormányzati választásokon Romániában egyedül Alvinc választott zöld párti polgármestert.

## Népesség
- 1850-ben 1540 lakosából 693 volt román, 523 magyar, 138 cigány, 99 zsidó és 85 német nemzetiségű; 696 ortodox, 352 római katolikus, 240 református, 134 görögkatolikus, 99 zsidó és 19 evangélikus vallású.
- 1910-ben a hozzátartozó Borberek nélkül 3052 lakosa volt, közülük 2144 román és 639 magyar anyanyelvű; 2016 ortodox, 349 görögkatolikus, 297 római katolikus, 242 református, 134 görögkatolikus, 102 zsidó, 29 evangélikus és 17 unitárius vallású.
- 2002-ben 3278 lakosából 3137 volt román, 62 cigány és 61 magyar nemzetiségű; 3029 ortodox, 98 pünkösdista, 63 római katolikus és 26 görögkatolikus vallású.

## Látnivalók
- A leghíresebb építtetőjéről elnevezett Martinuzzi-kastély romjai a Maros hídja mellett, alacsony dombon láthatók. Fráter György 1546-ban kezdte el a 14. századi domonkos kolostor reneszánsz várkastéllyá való átépítését. A szerzetesek már 1530 körül elhagyták, ezután az uradalom egymást követő birtokosai, Kosári (Kocsárdi) Miklós, Majláth István és Radu Paisie havasalföldi uralkodó kastélyukként használták. Az építkezés befejezésében Martinuzzit 1551-es halála megakadályozta. 1553 nyarán a Georg Keisder királybíró vezette szászsebesi szászok erőszakkal elfoglalták. A kastély későbbi birtokosai sorában szerepelt Nádasdy Tamás, Báthory András, Majláth Margit, Báthory Kristóf, Jósika István, Barcsay András és a Török család. 1573-ban Bekes Gáspár embereitől Báthory István fejedelem fegyverrel foglalta el. 1597-ben itt ölték meg Zsarnok Áron moldvai vajdát. A déli szárny, amelyet az 1930-as években lebontottak, Bethlen Gábor fejedelemsége idején készült el, Giacomo Resti tervei alapján, Károlyi Zsuzsanna fejedelemasszony számára. A hatszögletű, mocsárral körülvett erődöt (a helyiek később „sziget”-nek nevezték) 1658-ban a tatárok gyújtották fel. 1696-ban romos állapotban volt. 1708-ban Károlyi Sándor kurucai foglalták el, akiktől a császáriak 1709 őszén vették vissza. Sorger Gergely erdélyi püspök 1733 körül felújította, ekkor készült a ma is látható barokk főkapu. Az erdélyi püspökök kedvelt tartózkodási helye volt. 1792-ben leégett, déli szárnya lakhatatlanná vált. Az északi szárnyban született és ott élt kilencéves koráig Kemény Zsigmond. 1848-ban több hétig az alvinci és borbereki nemesség menhelyéül szolgált. Egy részét 1900 körül csendőrlaktanya céljára állították helyre. A kastély előtti téren tartották akkoriban az éves állatvásárokat.[13] A megmaradt épületeket a szocializmus idején a kollektív gazdaság használta.
- A kastélytól északkeletre, a Maros árterében áll a romos református templom. A 14. században épült gótikus templom eredetileg háromhajós bazilika volt, de mellékhajóit elbontották. Tornya a 18. századból való. A szocializmus alatt bútorraktárnak használták. Régi kőkerítés veszi körül.
- A Martinuzzi-kastéllyal átellenben álló Horváth–Inczédy-kastély. Az eklektikus kastély a 19. század végén épült. Általános iskola működik benne, 2011 után felújították.[14]
- A régi piactér közelében található a ferences templom és rendház, melyeket a bolgár közösséget gondozó obszerváns ferencesek 1726 és 1731 között építettek. A bolgárokat 1853-ban váltották fel magyar szerzetesek. Az 1990-es években felújították.
- Az előző mellett áll az Istenanya elszenderülése ortodox (eredetileg görögkatolikus) templom, amely 1700 körül épült.
- A sibisáni ortodox templom a 19. század elejéről való.

## Gazdasága
Alvincen cipő-, bútor- és bőrgyár működik.

## Híres emberek
- Itt született 1814. június 12-én Kemény Zsigmond író.
- Itt ölték meg 1551. december 17-én Fráter Györgyöt.
- Itt született 1570 körül Alvinczi Péter református lelkész, Pázmány ellenfele.
- Itt született 1582-ben Pongrácz István, az egyik kassai vértanú.
- Itt született 1639 körül Alvinczi Péter királyi ítélőmester, a „második Werbőczi”.
- Itt született 1735. február 1-jén Alvinczi József tábornok.
- Itt született 1824. január 19-én Lázár Jakab, az első magyar nyelvű erdészeti szakkönyv szerzője.
- Itt született 1833. április 6-án Csató János botanikus, ornitológus.
- Itt született 1877. március 21-én Pakots József újságíró, író.
- Itt született 1880. január 29-én Bodor Aladár újságíró, költő.
- Itt töltötte fiatalkora egy részét Szentimrei Jenő író.
- Itt élt és itt halt meg 1912. március 4-én Pataky László festő.
- Itt született 1946. március 31-én Rodica Lascu-Pop irodalomtörténész.
- Itt töltötte gyermekkora egy részét Szőts István filmrendező.